# Csomós Mari
Csomós Mari (Vajdácska, 1943. szeptember 25. – 2023. november 18.) a Nemzet Színésze címmel kitüntetett, Kossuth- és Jászai Mari-díjas magyar színművésznő, érdemes művész, a Halhatatlanok Társulatának örökös tagja.

## Életpályája
1961–1965 között végezte el a Színművészeti Főiskolát Simon Zsuzsa osztályában. Veszprémbe szerződött 1965–1968 között. 1968–1971 között a kecskeméti Katona József Színház, 1971–1978 között pedig a Szolnoki Szigligeti Színház tagja volt. 1978–1983 között a Nemzeti Színház, 1983–1994 között a Katona József Színház alapító tagja. 1994-től az Új Színházban szerepelt 1997-ig, majd 1997-ben a Radnóti Miklós Színházhoz szerződött.
Rendkívül hiteles szerepformáló volt, belülről, önmagát adva játszotta karaktereit.
2017. március 27-én, a színházi világnapon választották a nemzet színészévé Berek Kati helyére.
2023. december 8-án helyezték végső nyugalomra a Fiumei úti sírkert művészparcellájában. A szertartáson beszédet mondott Bálint András, Udvaros Dorottya és Novák János.
Férje a fiatalon elhunyt tévés dramaturg, Deme Gábor volt.

## Színpadi szerepei
A Színházi adattárban regisztrált bemutatóinak száma: 142. Ugyanitt negyvenhárom színházi fotón is látható.
- Garcia Lorca: Rosita leányasszony... Első Ayola
- Szophoklész: Elektra... Kórus
- Carlo Goldoni: A hazug... Énekesnő
- Priestley: A Conway család... Gladys
- Sardou-Najac: Váljunk el!... Josephine
- Jókai Mór: Szegény gazdagok – Fatia Negra története... Henrietta
- Tolsztoj: Feltámadás... Missie Korcsagina hercegnő
- Swinarski: Szűzek lázadása... Maia
- Szigligeti Ede: Párizsi vendég... Babett
- Szilágyi László: Én és a kisöcsém... Kelemen Kató
- Gyárfás Miklós: Kényszerleszállás... Robin
- Barillet-Grédy: A kaktusz virága... Stephanie
- Gáspár Margit: Ha elmondod, letagadom... Viki
- Szomaházy-Békeffi: Új mesék az írógépről... Ági
- Carlo Goldoni: Mindenki jegyben jár avagy a chioggiai csetepaté... Checca
- Schwajda György: Bohóc... Gilla
- Sagan: Ájult ló... Priscilla Chesterfield
- Bródy Sándor: A tanítónő... Kántorkisasszony
- Szerb Antal: Ex... Marcelle
- Illyés Gyula: Dózsa György... Anna
- Dobos Attila: Isten véled, édes Piroskám... Piroska
- Végh Antal: Holnap vasárnap... Kati
- Maugham: Imádok férjhezmenni... Victoria
- Czakó Zsigmond: László király... Jolán
- Bertolt Brecht: A kaukázusi Krétakör... Énekes
- Karinthy Ferenc: Budapesti tavasz... Jutka
- Szakonyi Károly: Adáshiba... Saci; Vanda
- Williams: Az ifjúság édes madara... Heavenly Finlay
- Németh László: Cseresnyés... Klára
- Williams: Huszonhét fuvar gyapot... Carol
- Fényes Szabolcs: Maya... Madeleine
- Wilde: Hazudj igazat!... Cardew Cecily
- Shaw: Bolondok háza (Megtört szívek háza)... Ellie
- Csurka István: Szájhős... Anna
- George Bernard Shaw: Szent Johanna... Johanna
- Miller: Pillantás a hídról... Chaterine
- Molière: Versailles-i rögtönzés... Béjárt kisasszony
- Molière: Dandin György... Kati
- Katajev: A kör négyszögesítése (Négy bolond két pár)... Ludmilla
- Gyurkó László: Szerelmem, Elektra... Elektra
- Makszim Gorkij: A mélyben – Éjjeli menedékhely... Násztya
- Carlo Goldoni: Két úr szolgája... Beatrice
- Kertész Ákos: Makra... Vali
- Carlo Goldoni: A kávéház...
- Csehov: Három nővér... Mása
- García Lorca: Yerma... Yerma
- Presser Gábor: Képzelt riport egy amerikai popfesztiválról... Eszter
- Örkény István: Kulcskeresők... Nelli
- William Shakespeare: A makrancos hölgy... Katalin
- Keresztury Dezső: Nehéz méltóság... Gr. Frangepán Katalin
- García Lorca: Bernarda Alba háza... Adele
- MacDermot: Veronai fiúk... Szilvia
- Williams: Amíg összeszoknak... Isabel Haverstick
- Carlo Goldoni: Karnevál-végi éjszaka... Domenica; Madame Gatteau
- Brecht: Puntila úr és szolgája, Matti... Éva
- Gorkij: A nap gyermekei... Liza
- Füst Milán: Boldogtalanok... Nemesváraljai Gyarmaky Rózsa; Özv. Húber Evermódné
- Büchner: Danton halála... Lucille
- Weöres Sándor: Szent György és a sárkány... Uttaganga királykisasszony
- William Shakespeare: Troilus és Cressida... Cressida
- Bíró-Lengyel: A cárnő... A cárnő
- Jókai Mór: Thália szekerén... Moór Anna leányasszony
- Csehov: A manó... Szofja Alekszandrovna (Szonya)
- Gelman: Magasfeszültség... Natasa Golubjeva
- William Shakespeare: Ahogy tetszik... Phoebe
- Schwajda György: A szent család... Mariska
- Karinthy Ferenc: Dunakanyar... Kávéfőző
- Molière: Tudós nők... Mari
- Bulgakov: Menekülés... Ljuszka
- Luigi Pirandello: Az ember, az állat és az erény... Rosaria
- William Shakespeare: Coriolanus... Valeria
- Örkény István: Macskajáték... Ilus; Paula
- Spiró György: Csirkefej... Anya
- Füst Milán: Catullus... Tertullia
- Canetti: Esküvő... Gretchen
- Ionesco: Haldoklik a király... Margit királyné
- Bulgakov – Gothár Péter: Kutyaszív... Darja
- Wedekind: Lulu... Madelaine de Marelle
- Brecht: Turandot avagy a szerecsenmosdatók kongresszusa... Kiung
- Valle-Inclán: Lárifári hadnagy felszarvazása... Ezredesné
- Dosztojevszkij: Bűn, bűnhődés... Polgár
- Čapek: A végzetes szerelem játéka... Zerbine
- William Shakespeare: Hamlet... Gertrud
- Koltés: Roberto Zucco... Roberto Zucco nővére
- Carlo Goldoni: Az új lakás... Checca
- Kárpáti Péter: Akárki... Hölgy
- Ödön von Horváth: Hit, remény, szeretet... Járásbíróné asszony
- Diderot-Kundera: Jakab meg a gazdája... Agáta anyja
- Synge: A szentek kútja... Mary
- Vörösmarty Mihály: Csongor és Tünde "Üdlak"... Mirigy
- Bertolt Brecht: Jó embert keresünk... A pilóta anyja
- Szép Ernő: Patika... Postamesterné
- Albee: Nem félünk a farkastól... Martha
- García Lorca: Vérnász... Anya
- Csehov: Ivanov... Zinaida Szavisna
- Bond: Megváltás... Mary
- Bertolt Brecht: Koldusopera... Kocsma Jenny
- Euripidész: Iphigeneia Auliszban... Klütaimnésztra
- Osztrovszkij: Erdő... Gurmizsszkaja
- Csehov: Sirály... Arkagyina
- William Shakespeare: Athéni Timon...
- Harold Pinter: A születésnap... Meg
- Füst Milán: Máli néni... Máli
- Martin McDonagh: A kripli... Kate
- Jahnn: Medea... Medea
- Langer: A negyedik kapu...
- Szigarjev: Fekete tej... Petrovna
- Glowacki: Negyedik nővér... Bábuska
- Örkény István: Tóték... Tótné
- Barta Lajos: Szerelem... Szalayné
- Hamvai Kornél: Castel Felice... Öregasszony
- Krleža: Szentistvánnapi búcsú...
- Brontë: Jane Eyre... Bertha Manson
- Wilde: Bunbury... Lady Bracknell
- Bereményi-Kovács: Apacsok... Nagymama
- Euripidész: Oidipusz gyermekei... Iokaszté
- Babel: Alkony... Nyehama
- Shaw: Pygmalion... Higginsné

## Filmjei

### Játékfilmek
- Így jöttem (1964)
- Staféta (1971) .... Mari
- Még kér a nép (1971)
- Makra (1972)
- 141 perc a befejezetlen mondatból (1975)
- Várakozók (1975)
- Labirintus (1976)
- Hogyan felejtsük el életünk legnagyobb szerelmét (1979)
- Tutajosok (1989)
- Vörös vurstli (1991)
- Anna filmje (1992)
- Nyomkereső (1993)
- Utrius (1993)
- Pá, drágám! (1994)
- Zsúfolt délután (1996)
- A rossz orvos (1996)
- Szabadság tér 56 (1996)
- Derengő (1998)
- Jadviga párnája (2000)
- Egyszer élünk (2000)
- A miskolci boniésklájd (2004)
- Állítsátok meg Terézanyut! (2004)
- Fiúk a házból (2004)
- Reneszánsz (2005)
- Sorstalanság (2005)
- Kalandorok (2007)
- Tabló (2008)
- Utolsó idők (2009)
- Anyám és más futóbolondok a családból (2015)
- Egy szerelem gasztronómiája (2017)
- Zárójelentés (2020)

### Tévéfilmek
- Villon (1965)
- Az asszony beleszól (1965)
- Piros tövű nád (1965)
- Szende szélhámosok (1968-tévésorozat)
- A gömbember (1969)
- Őrjárat az égen 1-4. (1970-tévésorozat)
- Sose fagyunk meg (1970)
- Egy óra múlva itt vagyok… (1971-tévésorozat)
- Asszonyok mesélik (1971)
- Zaharij ikonfestő bűnös szerelme (1973)
- A fekete macska (film, 1975) (1975)
- Ezer év (1980)
- Fekete rózsa (1980)
- Kulcskeresők (1980)
- Vereség (1980)[9]
- A messziről jött ember (1981)
- A rágalom iskolája (1983)
- Békestratégia (1983)
- A boldogtalanok (1984)
- Nyolc évszak 1-8. (1987-tévésorozat)
- Nem (1987)
- Hosszú szökés (1987)
- Teljes napfogyatkozás (1989)
- Az apostol (1991)
- Kutyakomédiák (1992) (tévésorozat)
- A pályaudvar lovagja (1992)
- Rizikó (1993) (tévésorozat)
- Az új lakás (1994)
- Kisváros (1994) (tévésorozat)
- Családi kör (1994)
- Nem történik semmi (2004)
- Tóték (2004)
- Presszó 10 év (2009)
- Hajónapló (2009)
- Apacsok (2010)

## Hangjáték
- Ismeretlen ismerősök - Hunyady Sándor (1978)
- Őrsi Ferenc: Legenda a kapitányról (1978)
- Déry Tibor: Képzelt riport egy amerikai popfesztiválról (1979)
- Louis MacNeice: Találkája volt (1979)
- Schwajda György: Hajnali négykor (1979)
- Lengyel Péter: Cseréptörés (1980)
- Vries, Theun de: Spinoza (1980)
- Lev Tolsztoj: A sötétség hatalma (1981)
- Schnabel, Ernst: Anna Frank nyomában (1984)
- Csurka István: Őszi délelőtt a tanyán (1985)
- Móricz Zsigmond: Murányi kaland (1985)
- Mészöly Miklós: My Jo (1987)
- Mándy Iván: Áramszünet (1988)
- Vámos Miklós: Publikum (1988)
- Antoine de Saint-Exupéry: Csillagközelben (1990)
- Bodor Ádám: Két titok (1991)
- Mészöly Miklós: Öregek, halottak (1992)
- Tolnai Ottó: Wilhelm-dalok avagy a vidéki Orfeusz (1992)
- Alekszandr Szolzsenyicin: A tankok igazsága (1993)
- Franz Kafka: Az átváltozás (1993)
- Géher István: És mindig mit tegyünk? (1993)
- Nádas Péter: Klára asszony háza (1993)
- Nemes Nagy Ágnes: Amerikai napló (1993)
- Venegyikt Jerofejev: Moszkva – Petuski (1993)
- Gádor Béla: Cimpi és Büli (1994)
- Tandori Dezső: Vér és virághab (1995)
- Anton Pavlovics Csehov: Sirály (1997) .... Arkagyina
- Jaroslav Hasek: Svejk, egy derék katona kalandjai a világháborúban (1997)
- Pierre Carlet de Marivaux: A próbatétel (1997)
- Robert Ferguson: Dr. Ibsen kísértetei (2000)
- Határ Győző: Asszonyok gyöngye (2001)
- Tersánszky Józsi Jenő: Két zöld ász (2002)
- Francis William Bain: A hajnal leánya (2003)
- Shakespeare: A windsori víg nők (Sürge asszony)
- Vej Po-jang és a halhatatlanság itala – régi kínai kísértethistóriák (2010)

## Díjai, elismerései
- Jászai Mari-díj (1973)
- SZOT-díj (1975)
- Magyar Filmkritikusok Díja – Legjobb női alakítás díja (1975, 1995)
- Kazinczy-díj (1977)
- Érdemes művész (1978)
- Aase-díj (1993)
- Országos Színházi találkozó legjobb női alakítás díja (1996)
- Kossuth-díj (1996)
- Színikritikusok Díja (1996)
- Örökös tag a Halhatatlanok Társulatában (1999)
- Radnóti-díj (2003)
- Vajdácska díszpolgára (2008)
- Prima Primissima díj (2014)
- Hazám-díj (2016)
- A Nemzet Színésze (2017)